# Bitva u Los Alporchones
Bitva u Los Alporchones byla bitva španělské reconquisty, která se udála 17. března 1452 mezi vojsky Granadského emirátu a spojenými silami Koruny kastilské a jejího vazala Murcijského království. Velitelem maurského vojska byl Malik ibn al-Abbas, zatímco kastilskou armádu vedl markýz Alonso Fajardo zvaný El Bravo, statečný. Bitva proběhla v okolí španělského města Lorca a skončila vítězstvím armády Kastilského království. 

## Souvislosti
Poté co Muhammad IX. v roce 1447 opětovně vybojoval Granadský emirát na svém strýci Muhammadu X., pokračoval ve své výbojné politice vůči Kastilské koruně. Jeho předchůdci Muhammadu X. se podařilo pomocí loupeživých nájezdů vydobýt od Murcijského království zpět několik pohraničních měst. Využíval při tom často rozepří mezi členy murcijského vládnoucího rodu Fajardů. V roce 1448 se muslimským vojskům podařilo obsadit a vyrabovat murcijské město Cieza a brzy na to porazit křesťanské síly v bitvě u Hellínu. 
Pokračující muslimské vpády do Murcie donutily kastilského vládce Jana II., aby roku 1450 požádal o příměří, aby mohl soustředit své síly na konflikt s markýzem z Villeny a pozdějším vévodou z Escalony Juanem Pachecem. Granadský emír Muhammad IX. však klid zbraní odmítl a rozhodl se plně využít výhodu, kterou mu poskytovaly nesváry mezi kastilskými šlechtici. Hned v roce 1451 proto jeho vojska provedla vpád do Murcie, který doprovázelo rozsáhlé rabování. Muhammad IX. poté uskutečnil mohutný nájezd na oblast Campo de Cartagena v dnešním Murcijském regionu. Muslimští nájezdníci při něm odvedli 40 000 kusů dobytka a kolem 40 zajatců, většinou šlo o pastýře.
Rozsah tohoto nájezdu přinutil kastilské křesťany, aby odložili své rozepře stranou a sjednotili své síly v boji proti Granadskému emirátu. Soudce z hradu Lorca, markýz Alonso Fajardo zvaný El Bravo, proto rozeslal své posly do řady murcijských měst. Na základě jeho výzvy se počátkem roku 1452 shromáždilo vojsko čítající na 300 rytířů a 2000 pěších vojáků. Utábořilo se na místě zvaném Los Alporchones u města Lorky, kudy se museli vracet muslimští nájezdníci zpět do Granady.

## Bitva
Maurské síly dorazily k Los Alporchones 17. března 1452. Vzápětí se mezi oběma armádami strhl boj. Díky překvapivému kastilskému útoku získaly křesťanské síly již zpočátku výhodu nad muslimským vojskem. Kastilská armáda málem okamžitě zvítězila, avšak granadský velitel Malik ibn al-Abbas, pověstný svou odvahou a vojenskými schopnostmi, dokázal během bojů dvakrát přeskupit své jednotky. Kroniky vyprávějí, že markýz Fajardo došel posléze k závěru, že boj může skončit jak vítězstvím jedné, tak druhé strany, a proto se rozhodl pro vzájemný souboj s nepřátelským velitelem. Během tohoto souboje se Fajardovi podařilo srazit Malika al-Abbase z koně, čímž se Maur stal jeho vězněm.
Zajetí maurského velitele jeho granadským protějškem podlomilo bojovou morálku muslimského vojska, které se dalo na ústup. Křesťanské síly pronásledovaly muslimy až k východoandaluskému městu Vera v dnešní provincii Almería. Pouze třem stovkám muslimů se podařilo uprchnout. Ztráty granadského vojska byly velmi vysoké, včetně asi 400 zajatých, zatímco na kastilské straně činily ztráty pouze kolem 40 mrtvých a 200 zraněných.

## Následky
Bitva měla řadu trvalých následků. Vpády na murcijské území zcela ustaly, neboť Granadský emirát požádal o pětileté příměří. Až do granadské války pak veškeré konflikty zůstaly na území emirátu.
Na oslavu vítězství byl Svatý Patrik, na jehož svátek bitva proběhla, jmenován patronem města Murcie. A byl mu zasvěcen i kostel vybudovaný posléze ve městě Lorca.
Malik ibn al-Abbas byl krátce po bitvě popraven svými vězniteli, zatímco vítězný Alonso Fajardo byl v bitvě u města Caravaca de la Cruz v jihovýchodním Španělsku zabit vojáky, jimž velel jeho bratranec Pedro Fajardo, který byl ve službách kastilského krále Jindřicha IV.